# 第8潜水戦隊 (大日本帝国海軍)
第8潜水戦隊（だい8せんすいせんたい）は、大日本帝国海軍の潜水戦隊。略称は八潜戦。略字は8Ss。
昭和17年（1942年）3月10日編制。

## 編制

### 昭和17年（1942年）3月10日
- 潜水艦母艦：日枝丸
- 潜水艦：伊10
- 巡洋艦（26日編入）：報国丸・愛国丸
- 第1潜水隊
- 第3潜水隊
- 第14潜水隊